# Ненцлинген
Ненцлинген (нем. Nenzlingen) — коммуна в Швейцарии, в кантоне Базель-Ланд. 
Входит в состав округа Лауфен. Население составляет 400 человек (на 31 марта 2008 года). Официальный код  —  2789.

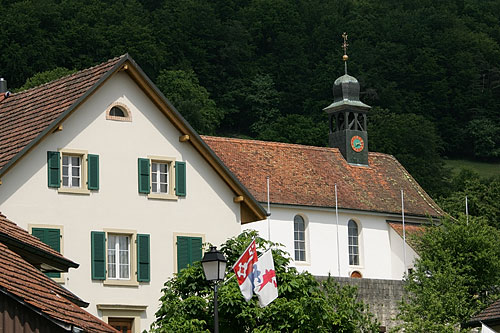
Церковь